# En unión y libertad

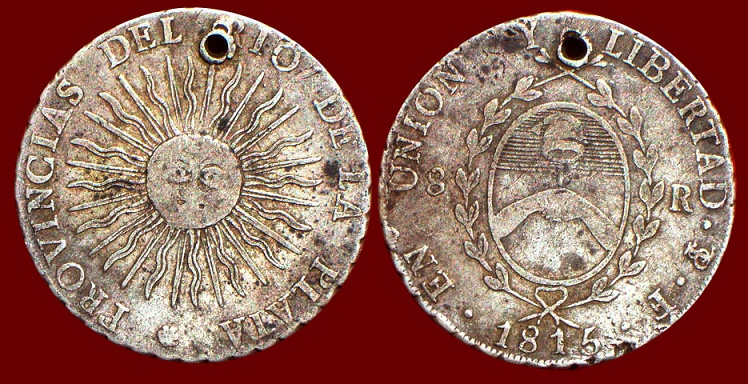
Tiền từ các tỉnh của Rio de la Plata được phát hành vào năm 1815, với phương châm.

En unión y Libertad (tiếng Tây Ban Nha có nghĩa là "đoàn kết và tự do") là phương châm quốc gia của Argentina.  Nó xuất hiện lần đầu tiên trên đồng tiền vàng và bạc sớm nhất của Argentina, được chính thức hóa bởi Đại hội đồng năm 1813  trong chiến tranh giành độc lập của các tỉnh Río de la Plata của Đế quốc Tây Ban Nha. Phương châm được coi là một tham chiếu đến những lý tưởng của Cách mạng Pháp.
Nó có thể được nhìn thấy trong tất cả các đồng tiền peso và tiền giấy hiện đang lưu hành.